# Park Suyderwijk
Park Suyderwijk is een wijk aan de zuidrand van Drachten. De wijk is nog in aanbouw.
Park Suyderwijk wordt een parkachtig ingerichte wijk, met veel groen en lanen die worden afgewisseld door ondiepe waterpartijen. Naast deze wijk ligt kinderboerderij De Naturij. Aan de oostkant worden kantoren en een hotel gerealiseerd. Die worden gescheiden van het woongebied door een paar heuveltjes. Op het terrein waar nu gebouwd wordt was eerst een zorginstelling voor gehandicapten gevestigd. Die blijft bestaan en is verwerkt in het plan.
Park Suyderwijk wordt in het noorden begrensd door de Drait, in het oosten door de Zuiderhogeweg, in het zuiden door de A7 en in het westen door het Morrapark.
In de naburige wijk de Drait zijn een winkelcentrum en diverse basisscholen gevestigd.